# Estrella de Bronze
La Medalla de l'Estrella de Bronze (anglès: Bronze Star Medal – BSM) és una condecoració de les Forces Armades dels Estats Units atorgada als membres de les Forces Armades dels Estats Units per assoliments heroics, servei heroic, assoliments meritoris o servei meritori en una zona de combat .
Quan la medalla és atorgada per l'Exèrcit, la Força Aèria o la Força Espacial per actes de valor en combat, el dispositiu "V" està autoritzat per a ser portat a la medalla. Quan la medalla és atorgada per l'Armada, el Cos de Marines o la Guàrdia Costanera per actes de valor o servei meritori en combat, la "V" de Combat està autoritzada per a ser portada a la medalla.
Els oficials dels altres Serveis Uniformats dels Estats Units poden rebre aquest premi, així com els soldats estrangers que han servit amb o al costat d'una branca de servei de les Forces Armades dels Estats Units.
Els civils que serveixen amb les forces militars dels Estats Units en combat també poden optar al premi. Per exemple, el periodista de la UPI Joe Galloway va ser guardonat amb l'Estrella de Bronze amb el dispositiu "V" per accions durant la Guerra del Vietnam, concretament per rescatar un soldat greument ferit sota foc a la batalla de la vall d'Ia Drang, el 1965. Un altre civil receptor va ser l'escriptor Ernest Hemingway.

## Informació general
La Medalla de l'Estrella de Bronze va ser establerta per l'Ordre Executiva 9419, del 4 de febrer de 1944 (substituïda per l'Ordre Executiva 11046, del 24 d'agost de 1962, modificada per l'Ordre Executiva 13286, del 28 de febrer de 2003).La Medalla de l'Estrella de Bronze pot ser atorgada pel Secretari d'un departament militar o pel Secretari de Seguretat Nacional pel que fa a la Guàrdia Costanera quan no opera com a servei del Departament de la Marina, o pels comandants militars o altres oficials apropiats que el Secretari en qüestió pugui designar, a qualsevol persona que, mentre serveix en qualsevol càrrec a l'Exèrcit, la Marina, el Cos de Marines, la Força Aèria , la Guàrdia Costanera o la Força Espacial dels Estats Units, després del 6 de desembre de 1941, es distingeixi o s'hagi distingit per un assoliment o servei heroic o meritori, que no impliqui la participació en vols aeris—
(a) mentre participa en una acció contra un enemic dels Estats Units;
(b) mentre participa en operacions militars que impliquin un conflicte amb una força estrangera enemiga; o
(c) mentre serveix amb forces estrangeres amigues involucrades en un conflicte armat contra una força armada contrària en què els Estats Units no són una part bel•ligerant.
Els actes d'heroisme són d'un grau inferior al requerit per a la concessió de l'Estrella de Plata. Els actes de mèrit o actes de valor han de ser inferiors als requerits per a la Legió del Mèrit, però, tanmateix, han d'haver estat meritoris i realitzats amb distinció.
La Medalla de l'Estrella de Bronze (sense el símbol de la "V") es pot atorgar a cada membre de les Forces Armades dels Estats Units que, després del 6 de desembre de 1941, hagi estat citat en ordres o hagi rebut un certificat per conducta exemplar en combat terrestre contra un enemic armat entre el 7 de desembre de 1941 i el 2 de setembre de 1945. A aquest efecte, la Insígnia d'Infanteria de Combat o la Insígnia Mèdica de Combat de l'Exèrcit dels Estats Units es considera una citació en ordres. Els documents executats des del 4 d'agost de 1944 en relació amb recomanacions per a l'atorgament de condecoracions de grau superior a la Medalla de l'Estrella de Bronze no es poden utilitzar com a base per a un atorgament en virtut d'aquest paràgraf.
A partir de l'11 de setembre de 2001, la Medalla del Servei Meritori també es pot atorgar en lloc de la Medalla de l'Estrella de Bronze (sense el distintiu "V" de combat) per assoliments meritoris en un teatre de combat designat.

## Història

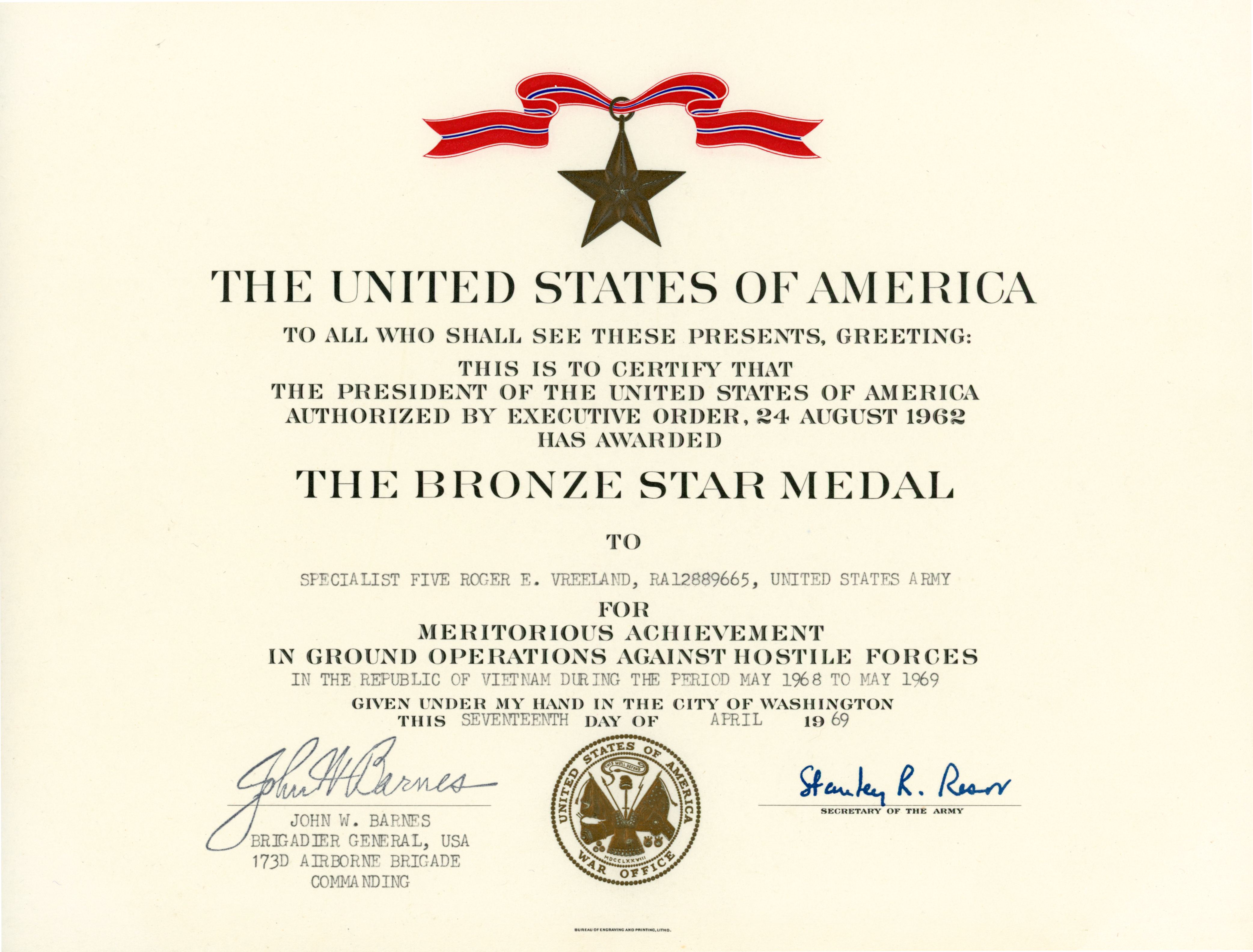
Un exemple de menció de la Medalla d'Estrella de Bronze de l'exèrcit, atorgada per valor en combat.

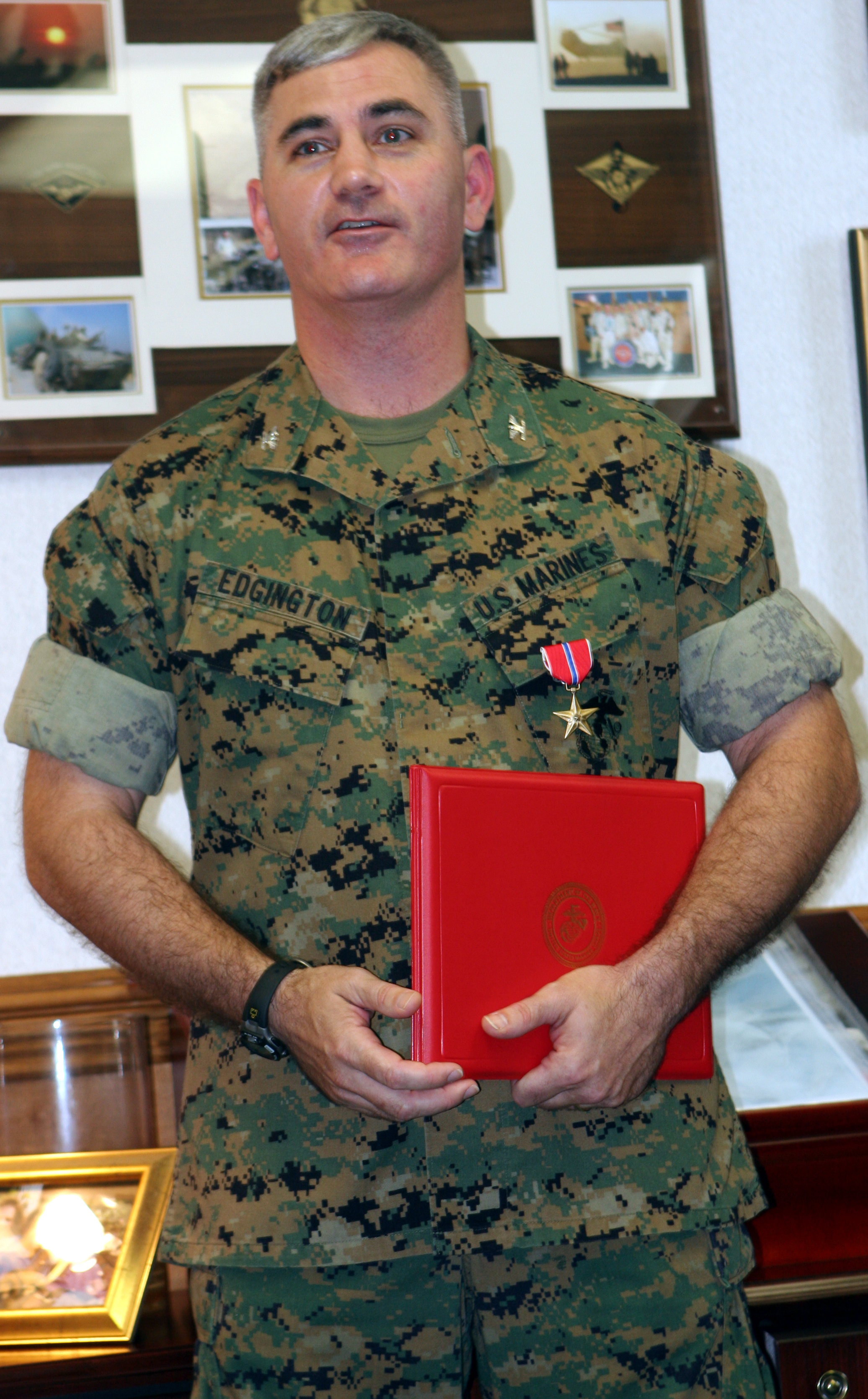
El coronel dels Marines Richard E. Edgington després de rebre una Estrella de Bronze

El coronel Russell P. "Red" Reeder va concebre la idea de la Medalla de l'Estrella de Bronze el 1943; creia que ajudaria a la moral si els capitans de companyies o de bateries poguessin atorgar una medalla a persones mereixedores que servien sota les seves ordres. Reeder va considerar que calia una altra medalla com a equivalent terrestre de la Medalla de l'Aire, i va suggerir anomenar el nou premi proposat "Medalla de Terra". La idea finalment va sorgir a través de la burocràcia militar i va guanyar partidaris. El general George C. Marshall, en un memoràndum al president Franklin D. Roosevelt datat el 3 de febrer de 1944, va escriure
| « | El fet que les tropes terrestres, en particular la infanteria, portin vides miserables i amb incomoditat extrema i siguin les que han d'enfrontar-se personalment a l'enemic, fa que el manteniment de la seva moral sigui de gran importància. La concessió de la Medalla de l'Aire ha tingut una reacció adversa en les tropes terrestres, en particular en els fusellers d'infanteria, que ara pateixen les pèrdues més importants, aèries o terrestres, a l'exèrcit, i suporten les majors dificultats. | » |

La Medalla de l'Aire s'havia adoptat dos anys abans per elevar la moral dels aviadors. El president Roosevelt va autoritzar la Medalla de l'Estrella de Bronze mitjançant l'Ordre Executiva 9419 del 4 de febrer de 1944, amb efecte retroactiu al 7 de desembre de 1941. Aquesta autorització es va anunciar al Butlletí núm. 3 del Departament de Guerra, del 10 de febrer de 1944.
El president John F. Kennedy va modificar l'Ordre Executiva 9419 mitjançant l'Ordre Executiva 11046 del 24 d'agost de 1962 per ampliar l'autorització per incloure aquells que servien amb forces amigues. Això permetia condecoracions quan els membres del servei nord-americà s'involucraven en un conflicte armat on els Estats Units no eren bel·ligerants. En el moment de l'Ordre Executiva, per exemple, els Estats Units no eren bel·ligerants al Vietnam, de manera que els assessors nord-americans que servien amb les Forces Armades de la República del Vietnam no haurien estat elegibles per a la condecoració.
Com que els criteris d'atorgament estableixen que la Medalla d'Estrella de Bronze es pot atorgar a "qualsevol persona... mentre serveixi en qualsevol capacitat a les Forces Armades dels Estats Units o amb elles", es permeten les condecoracions a membres de forces armades estrangeres que serveixin amb els Estats Units. Així, diversos soldats aliats van rebre la Medalla d'Estrella de Bronze a la Segona Guerra Mundial, així com soldats de l'ONU a la Guerra de Corea, forces vietnamites i aliades a la Guerra del Vietnam i forces de la coalició en operacions militars recents com la Guerra del Golf Pèrsic, la Guerra de l'Afganistan i la Guerra de l'Iraq. Diverses Medalles d'Estrella de Bronze amb el dispositiu "V" van ser atorgades a veterans de la Batalla de Mogadiscio.

### Premi d'infanteria de la Segona Guerra Mundial
Com a resultat d'un estudi realitzat el 1947, es va implementar una política que autoritzava l'atorgament retroactiu de la Medalla de l'Estrella de Bronze (sense la "V") a tots els soldats que havien rebut la Insígnia d'Infanteria de Combat o la Insígnia de Mèdic de Combat durant la Segona Guerra Mundial. La base d'aquesta decisió va ser que aquestes insígnies només s'atorgaven als soldats que havien suportat les dificultats que van resultar en el suport del general Marshall a l'establiment de la Medalla de l'Estrella de Bronze. Ambdues insígnies requerien una recomanació del comandant i una citació a les ordres.

### Controvèrsia sobre els criteris de la Força Aèria
El 2012, dos aviadors nord-americans van ser presumptament objecte de ciberassetjament després de rebre Medalles d'Estrella de Bronze per servei meritori no combatiu. Els dos aviadors, que havien rebut les medalles el març de 2012, havien estat Suboficials de l'Instrucció Financera (NCOIC ) en unitats mèdiques desplegades a la guerra de l'Afganistan . Els premis van provocar un debat sobre si la Força Aèria estava atorgant massa medalles als seus membres i si l'Estrella de Bronze s'havia d'atorgar per servei no combatiu. Això va impulsar la Força Aèria a eliminar les històries dels dos publicades a Internet i a aclarir els seus criteris per atorgar medalles. La Força Aèria va sostenir que les condecoracions per servei meritori de l'Estrella de Bronze superen en nombre les condecoracions per valor, i que considera les condecoracions cas per cas per mantenir la integritat de la condecoració.
Aquesta no és la primera vegada que la USAF ha estat criticada per oferir aquesta condecoració. El Departament de Defensa va investigar la concessió de la Medalla de l'Estrella de Bronze (BSM) per part de la USAF a unes 246 persones després de les operacions a Kosovo el 1999. Totes excepte 60 van ser atorgades a oficials, i només 16 de les atorgades es trobaven realment a la zona de combat. Almenys cinc van ser atorgades a oficials que mai van abandonar la base de la Força Aèria de Whiteman a Missouri. Durant aquesta campanya, la Marina havia atorgat 69 BSM, i l'Exèrcit amb 5.000 soldats a la veïna Albània (considerada part de la zona de combat) no en va atorgar cap. Al final, hi va haver una revisió del Pentàgon i una decisió del Congrés el 2001 d'aturar la concessió d'Estrelles de Bronze al personal fora de la zona de combat.

## Disseny
La Medalla de l'Estrella de Bronze va ser dissenyada per Rudolf Freund (1878–1960) de l'empresa de joieria Bailey, Banks & Biddle. (Freund també va dissenyar l'Estrella de Plata.)
La medalla és una estrella de bronze de 1+1⁄2 polzades (38 mm) de diàmetre circumscrit. Al centre hi ha unaestrella de bronze superposada de  3⁄16 polzades (4,8 mm) de diàmetre, amb la línia central de tots els raigs de les dues estrelles coincidint.
El revers porta la inscripció "HEROIC OR MERITORIOUS ACHIEVEMENT" (Fita Heròica o Meritòria) amb un espai per gravar el nom del destinatari.
L'estrella penja de la seva cinta mitjançant un llaç metàl·lic rectangular amb cantonades arrodonides. La cinta de suspensió és de 35mm d'amplada i consta de les següents franges: blanc 67101 de 0,79 mm; escarlata 67111 de 14 mm ; blanc 0,79 mm ; franja central blau ultramarí 67118 de 3,2 mm ; blanc 0,79 mm ; escarlata 14 mm ; i blanc 0,79 mm.

## Dispositius autoritzats
La Medalla de l'Estrella de Bronze amb el dispositiu "V" per denotar heroïcitat és la quarta condecoració militar més important per valor. Tot i que un membre del servei pot ser citat per heroïcitat en combat i rebre més d'una Estrella de Bronze que autoritzi el dispositiu "V", només es pot portar una "V" a cada suspensió i cinta de servei de la medalla. Els següents dispositius de cinta han d'estar específicament autoritzats a la citació del premi per tal de ser portats a la Medalla de l'Estrella de Bronze, els criteris i el desgast dels dispositius varien entre els serveis:
- Manat de fulles de roure: a l' exèrcit , la força aèria i la força espacial[23] el manat de fulles de roure es porta per indicar condecoracions addicionals.
- Estrella de 5/16 polzades: A la Marina , el Cos de Marines i la Guàrdia Costanera , l' estrella de 5/16 polzades es porta per indicar condecoracions addicionals.[22]
- Dispositiu "V": a l'exèrcit, la "V" es porta únicament per denotar "participació en actes d'heroisme que impliquen un conflicte amb un enemic armat".[23] a les Forces Aèries i Espacials, la "V" es porta per denotar heroisme en combat.
- "V" de combat: a la Marina, el Cos de Marines i la Guàrdia Costanera, la "V" es porta per denotar heroïcitat de combat o per reconèixer individus que estan "exposats a perills personals durant la participació directa en operacions de combat".[2][21]

## Destinataris destacats

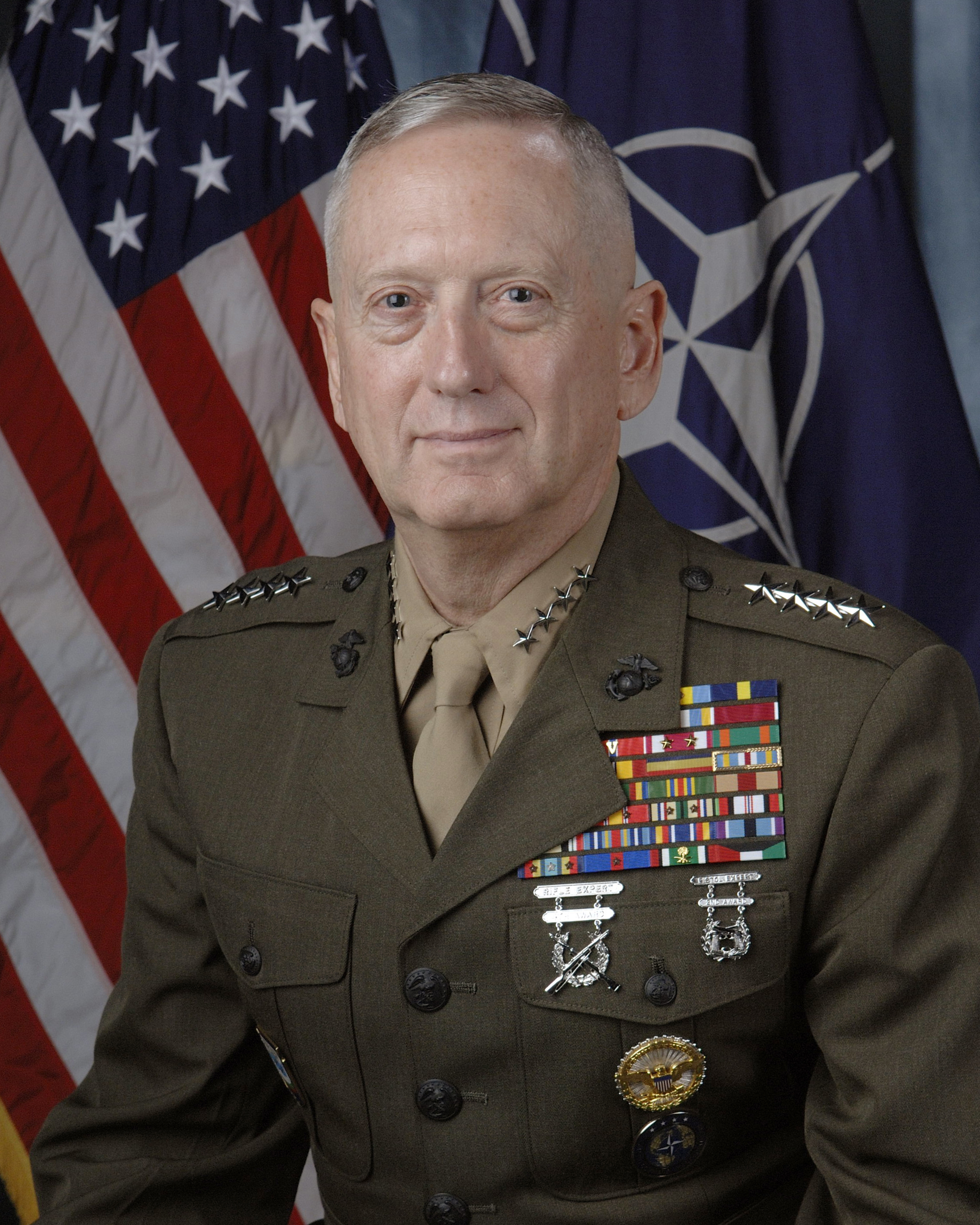
Jim Mattis

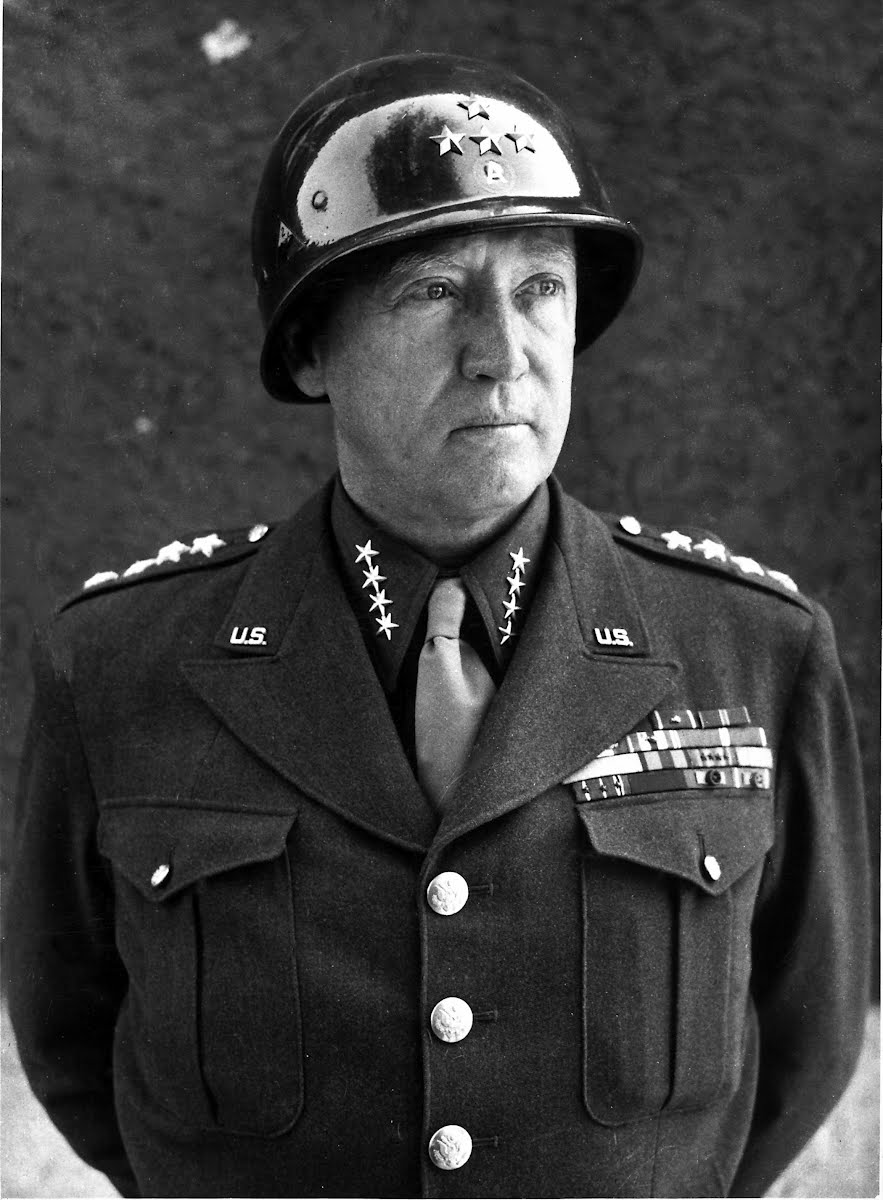
George S. Patton

- Julius Ochs Adler, editor i periodista
- Robert H. Barrow, 27è comandant del cos de marines
- Rocky Bleier, jugador de futbol de la NFL
- Russell Adam Burnham, soldat de l'any de l'exèrcit nord-americà el 2003.
- Hugh Carey, governador de l'estat de Nova York
- Leonard F. Chapman Jr., 24è Comandant del Cos de Marines
- Joseph S. Clark Jr., alcalde de Filadèlfia, Pennsilvània
- Erastus Corning 2n, alcalde d'Albany, Nova York
- Tom Cotton, senador dels Estats Units
- Alan "Ace" Cozzalio, pilot d'helicòpter de l'exèrcit dels Estats Units
- Robert E. Cushman Jr., 25è Comandant del Cos de Marines
- Dieter Dengler
- Dale Dye, actor
- Frank Sutton, actor
- George Kennedy, actor
- Jeremiah Denton, senador dels Estats Units
- Mark Esper, 27è secretari de Defensa dels EUA
- Walter Fetterly coronel nord-americà que va dirigir una missió de rescat a les profunditats del territori enemic
- Kenneth Raymond Fleenor, alcalde de Selma, Texas
- Henry Fonda, actor
- Maurice R. Greenberg, director general de American International Group (AIG)
- Eric Greitens, governador de Missouri
- Bob Gunton, actor
- Michael Hagee, 33è comandant de la Marina
- Leo Hoegh, antic governador d'Iowa
- Daniel Inouye, senador dels Estats Units
- James L. Jones, 32è Comandant del Cos de Marines, 22è Assessor de Seguretat Nacional dels EUA
- Bob Kalsu, jugador de futbol de la NFL
- Otto Kerner Jr., governador d'Illinois
- Bob Kerrey, senador dels Estats Units
- John Kerry, 68è secretari d'estat dels EUA, senador de Massachusetts
- Charles C. Krulak, 31è comandant del cos de marines
- Sharon Ann Lane, Cos d'Infermeres de l'Exèrcit
- Eddie LeBaron, jugador de futbol de la NFL
- Douglas MacArthur, general de l'exèrcit nord-americà i mariscal de camp de les Filipines
- James Mattis, 26è secretari de Defensa dels EUA
- John McCain, senador dels Estats Units
- Ed Meads, jugador de la NFL
- John U. Monro, degà del Harvard College
- Bud Moore, propietari de l'equip NASCAR i cap de tripulació, va rebre dues estrelles de bronze
- Hal Moore, general de l'exèrcit
- Robert Neller, 37è comandant de la Marina
- Peter Pace, 16è president de l'Estat Major conjunt
- Ferruccio Parri, líder del moviment de resistència italià.
- George Patton
- David Petraeus, director de la CIA
- Colin Powell, 65è secretari d'estat dels EUA, 12è president de l'Estat Major Conjunt
- Geronimo Pratt, membre d'alt rang del Black Panther Party, va rebre dues estrelles de bronze
- Tony Radakin, almirall de la Royal Navy
- Elliot Richardson, 11è secretari de Defensa dels EUA, 69è fiscal general i secretari de Comerç
- Justus Rosenberg, membre de la Resistència francesa, comandant de la Legió d'Honor i professor emèrit de llengües i literatura
- Jack Rudin, promotor immobiliari
- Rod Serling, escriptor/creador de The Twilight Zone
- Raymond P. Shafer, governador de Pennsilvània
- Lloyd Stowell Shapley
- Larry Siegel, escriptor
- Oliver Stone, director
- Lee Van Cleef, actor
- Richard Vinroot, alcalde de Charlotte, Carolina del Nord
- John Walsh, senador dels Estats Units
- Edward Warburg, filantrop
- Leroy H. Watson, alcalde de Beverly Hills, Califòrnia
- Douglas Wilder, governador de Virgínia
- Elmo Zumwalt, 19è cap d'operacions navals
- Glenn Miller, músic/compositor de jazz nord-americà
- Rudy Boesch, concursant a Survivor: Borneo i Survivor All Stars